# МЦ 21-12
МЦ 21-12 — советское самозарядное ружьё. Первый образец серийного отечественного самозарядного гладкоствольного охотничьего оружия.

## История
Ружьё МЦ 21 было создано в 1958 — 1960 гг. в Центральном конструкторском бюро спортивного и охотничьего оружия. В мае 1960 года сведения о ружье были опубликованы в открытой печати, при этом ружьё изначально предполагалось выпускать под патроны 12-го, 16-го и 20-го калибра в бумажной гильзе длиной 65 мм.
В 1965 г. ружьё МЦ 21-12 было награждено Золотой медалью Лейпцигской ярмарки.
В 1966 году были отмечены случаи установки на ружья МЦ 21-12 самостоятельно изготовленных магазинов увеличенной ёмкости (превращавших пятизарядное ружьё в 7-8-зарядное), однако такое ружьё получалось переутяжелённым и со смещённым балансом — что приводило к снижению эффективности стрельбы.
В 1967 году владельцем ружья МЦ 21-12 А. Грибановым был разработан съёмный дульный компенсатор для регулирования кучности боя ружья МЦ 21-12. По результатам эксплуатации и испытаний изобретения, в июне 1977 года чертежи компенсатора были опубликованы и «регулятор кучности боя» конструкции А. Грибанова был рекомендован другим владельцам ружей этого типа.
В 1976 году для отстрела из МЦ 21-12 мелкой дичи на коротких дистанциях был предложен вкладной ствол (при стрельбе из которого использовался специальный патрон с 5 граммами дроби и 0,3 граммами бездымного пороха «Сокол», собранный в гильзе патрона 7,62 × 54 мм R). В феврале 1981 года для ружья был предложен съёмный кольцевой прицел.

## Конструкция
Автоматика ружья основана на откате от отдачи подвижного подпружиненного ствола и продольно скользящего затвора по схеме Браунинга. Запирание канала ствола производится затвором за счёт перемещающегося в вертикальной плоскости боевого упора, входящего в отверстие хвостовика ствола. Перезаряжание ружья осуществляется за счёт использования длинного хода ствола при перемещении его в заднее и переднее положение под действием отдачи. При движении затвора назад в момент выстрела происходит взведение курка и подготовка к выстрелу ударно-спускового механизма.
Дульное сужение ствола — 1 мм. Канал ствола и патронник МЦ 21-12 хромированы. Ударно-спусковой механизм смонтирован на отдельном основании и позволяет производить только одиночные выстрелы. Усилие спуска в пределах от 1,75 до 2,5 кгс.
Ружьё снабжено флажковым предохранителем.
Магазин подствольный трубчатый на 4 патрона, заряжается по одному патрону (следует учесть, что для стрельбы из МЦ 21-12 используются патроны, снаряженные в бумажные или пластмассовые гильзы). В СССР выпускали два типа пластмассовых гильз, однако для стрельбы из МЦ 21-12 было рекомендовано использовать гильзы длиной 67,5-68 мм, изготовленные по ГОСТ 23568-79.
Стрелять из ружья МЦ 21-12 патронами, снаряженными турбинно-стрелочной пулей Бреннеке возможно только в случае, если заряжать и отстреливать их по одному патрону. Заряжать такие патроны в подствольный магазин нельзя — пуля Бреннеке имеет коническую заостренную головную часть, которая вследствие специфического расположения патронов в корпусе магазина при автоматическом перезаряжании оружия могут привести к удару заостренной головной части пули Бреннеке по капсюлю расположенного впереди патрона — и детонации всех патронов в магазине с разрушением корпуса магазина, цевья и поломкой ударно-спускового механизма ружья.
Если патрон вошел в патронник не полностью и канал ствола не заперт — при нажатии на спуск выстрела не происходит, так как курок бьет по нижней части затвора. Для извлечения патронов из магазина следует поставить ружьё на предохранитель и утопить подаватель с одновременным нажатием на упор патронов в затворе.
Ложа из бука или ореха с пистолетной шейкой, с выступом или без выступа под щеку. Цевье съёмное, закреплено на корпусе магазина.

## Модификации
- МЦ 21 — первая модель, выпускалась в 1956—1964 гг. ЦКИБ СОО в штучном исполнении под патроны 12-го, 16-го и 20-го калибра с неметаллической гильзой. Модель под патрон 12-го калибра имела 750-мм ствол; модель под патрон 16-го калибра — 720-мм ствол, модель под патрон 20-го калибра — 675-мм ствол[9]
- МЦ 21-12 — вторая модель, серийно выпускалась с 1965 года под патрон 12/70 мм R.
  - МЦ 21-12П — модификация МЦ 21-12 с регулятором кучности боя[12]
  - МЦ 21-12Р — модификация с резиновым амортизатором на затыльнике приклада.
  - МЦ 21-12МР — модификация с резиновым амортизатором на затыльнике приклада и сменными дульными насадками.
- МЦ 22-12 — вариант МЦ 21-12 под патрон 12-го калибра с длиной гильзы 65 мм, один демонстрационный образец был изготовлен в 1960 году[13]

## Страны-эксплуатанты
- СССР — к началу 1990 года ружья использовались на территории всех республик СССР[8]
- Беларусь — сертифицировано в качестве гражданского охотничьего оружия[14]
- Молдова — сертифицировано в качестве гражданского охотничьего оружия[15]
- Россия — ружьё сертифицировано в качестве гражданского оружия[16], в период с 14 августа 1992 года[17] до 1 марта 2006 года[18] ружьё МЦ 21-12 было разрешено к использованию в качестве служебного оружия частными охранными структурами. Кроме того, ружьё разрешено к использованию в качестве служебного оружия отдельным категориям сотрудников Министерства сельского хозяйства РФ[19].